# Marronnage

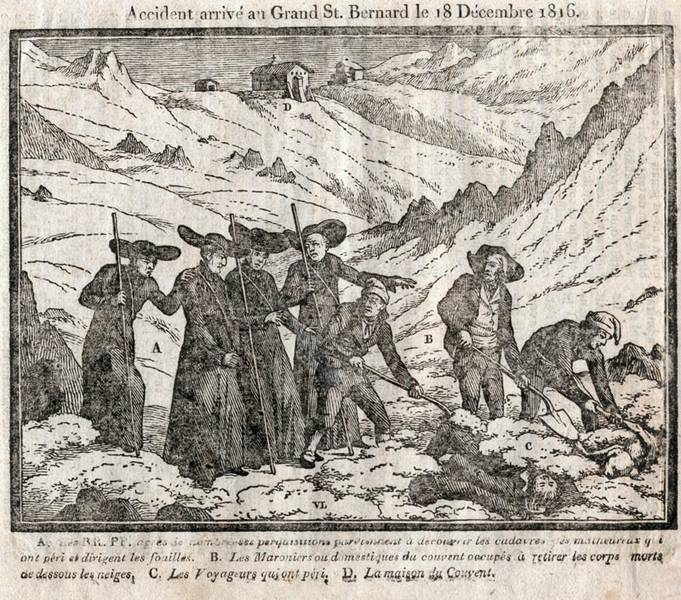
Le Messager Boîteux del 18 dicembre 1816 riporta la notizia di una valanga al Grand San Bernardo finita in tragedia. Gli uomini con le pale sono marronnier in azione.

Con il termine maron, marron, marronier o marronnier (pron. fr. AFI: [maʁɔ̃] e [maʁɔnje]) si indica il predecessore della guida alpina, figura di guida professionale a pagamento che, a partire dal medioevo, forse dall'anno mille, era investita del diritto di marronage o marronnage (pron. fr. AFI: [maʁɔnaʒə]), cioè del compito di accompagnare i viaggiatori.
Sono particolarmente citati i marronnier che accompagnavano i viaggiatori che provenivano dal passo del Gran San Bernardo fino ad Aosta, lungo la valle del Gran San Bernardo, ma il museo delle guide alpine di Courmayeur, sempre in Valle d'Aosta, testimonia della presenza in Valdigne delle guide à mulet, traducibile con guide con mulo che, per esempio, accompagnavano viaggiatori inglesi e reali di Casa Savoia in quota.
Probabilmente, il marronnage era praticato in vari valichi alpini seppure sia storicamente poco documentato: alcune fonti, infatti, riportano la presenza di marrons nell'alto medioevo ad aiutare i viaggiatori provenienti dal Colle del Moncenisio, trasportando mercanzie e persone con l'aiuto di slitte e muli.

## Storia
Il marronnage  si configurava come un vero e proprio servizio di guide e portatori. Nato tra l'anno Mille e il XII secolo, nella valle del Gran San Bernardo viene sancito nel 1273 anche da una carta di franchigia di Casa Savoia detta "Viérie du Mont Joux" (traducibile come Viabilità del monte Giove, nome con cui veniva indicato il colle del Gran San Bernardo): in virtù della franchigia i paesi alpini che godevano del marronage dovevano accogliere gratuitamente i Savoia qualora lo desiderassero, offrire cibo e ricovero a pagamento ai pellegrini, e potevano riscuotere un pedaggio di merci e denaro.

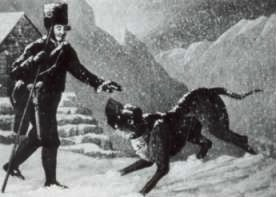
Un marronnier con cane San Bernardo in una litografia di epoca napoleonica

I marronnier della valle del Gran San Bernardo spesso provenivano dai paesi di Saint-Rhémy-en-Bosses e di Etroubles che godevano del diritto esclusivo di marronnage, ed erano alpigiani che conoscevano alla perfezione il clima e la montagna, oltre ad essere fondamentali per la manutenzione della strada e per affrontare il pericoloso e faticoso tratto alpino.

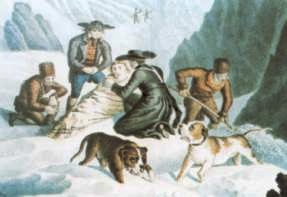
Un'operazione di soccorso ad opera di un religioso e dei marronnier in un quadro dell'Ottocento

Frequentemente, i viaggiatori provenienti dal passo alpino del Gran San Bernardo non erano altro che pellegrini che percorrevano la via Francigena, e in caso di necessità, i marronnier dovevano anche prestare loro soccorso.
Nel 1588, il loro ruolo come guida alpina, in Valle di Susa, è ricordato da W.A.B. Coolidge per la conquista del Rocciamelone da parte di un nobile bretone Villarmont accompagnato da due marronier portatori, probabilmente sul modello seguito nel vicino Colle del Moncenisio, ove avveniva un trasporto su apposita sedia dei clienti, ma sarà solo da metà ottocento che il loro ruolo si andrà sempre più identificando in senso alpinistico.
A partire dal 1650, nel ruolo di inservienti dell'Ospizio del Gran San Bernardo detti anche hospitalier, iniziarono ad addestrare i cani San Bernardo, che li avrebbero assistiti nel difficile compito. Nel 1786, Horace-Bénédict de Saussure descriveva il lavoro svolto dai marronier con i cani, talvolta affiancati dai canonici del San Bernardo:
()

Soldats de la neige che trasportano un ferito

Il ruolo dei marronnier del Gran San Bernardo era così importante da far sì che Vittorio Emanuele II di Savoia decise, nel 1658 e "in considerazione della dedizione alla salvaguardia dei viaggiatori durante la cattiva stagione" di esentarli dal servizio militare, trasformandoli di fatto in soldati della neve (in originale francese, soldats de la neige). Da questa data, e fino alla prima guerra mondiale, l'esenzione dal servizio militare restò in vigore, ma limitata ai marronnier di Saint-Rhémy-en-Bosses a partire dal 1782.
In quanto soldati della neve, i marronnier continuarono a svolgere gli stessi compiti, con la differenza di essere maggiormente organizzati e sottoposti all'autorità del sindaco, con tanto di registro dei servizi prestati giornalmente.
I soldati della neve di Saint-Rhémy furono esentati dal servizio militare fino al 1915, per esigenze belliche, mentre nel 1927, a seguito della ristrutturazione amministrativa e territoriale della Valle d'Aosta, il corpo venne soppresso.

## Etimologia
Il termine "marrone", da cui deriva marronnier e marronnage, è di origine indoeuropea e indica lo stallone a guida del branco di cavalli selvaggi.

## Equipaggiamento
Così vennero descritti i marronnier dalla baronessa Maria Clotilde Daviso di Charvensod (1901-1955), direttrice della Biblioteca della Deputazione subalpina di storia patria e redattrice del Bollettino Storico-Bibliografico Subalpino e di alcuni lemmi dell'Enciclopedia Italiana (1932):
I bagagli dei viaggiatori venivano portati dagli stessi marronnier, se non possedevano bestie da soma.

## Omaggio
Una piazza di Aosta porta il nome dei Soldats de la neige.